# Pseudocyclanthera australis
Pseudocyclanthera australis là một loài thực vật có hoa trong họ Cucurbitaceae. Loài này được (Cogn.) Mart. Crov. miêu tả khoa học đầu tiên năm 1955.